# Hyperhalosydna alleni
Hyperhalosydna alleni is een borstelworm uit de familie Polynoidae. Het lichaam van de worm bestaat uit een kop, een cilindrisch, gesegmenteerd lichaam en een staartstukje. De kop bestaat uit een prostomium (gedeelte voor de mondopening) en een peristomium (gedeelte rond de mond) en draagt gepaarde aanhangsels (palpen, antennen en cirri).
Hyperhalosydna alleni werd in 1934 voor het eerst wetenschappelijk beschreven door Day.